# Tre arcangeli e Tobiolo
I Tre arcangeli e Tobiolo è un dipinto a tempera su tavola (100x127 cm) di Filippino Lippi, databile al 1485 circa e conservato nella Galleria Sabauda di Torino.

## Descrizione e stile
Il dipinto mostra i tre arcangeli ciascuno con un tipico attributo oppure, nel caso di Raffaele al centro, con un episodio della propria storia. Michele ha infatti la spada e un piccolo globo con una croce (simbolo della Terra) in mano; Raffaele tiene per mano Tobiolo, che accompagnò in un prodigioso viaggio con anche il cagnolino (in basso) in cui il ragazzo prese un pesce (che tiene in mano) per guarire il proprio padre malato; Gabriele infine tiene in mano il giglio bianco che offrì alla Madonna durante l'annunciazione.
I tre angeli hanno forme allungate e un disegno sinuoso e delicato che ricorda le opere di Botticelli, maestro di Filippino. Le vaporose vesti svolazzanti sono infatti tipiche della produzione artistica di Firenze in quegli anni, usate anche da Ghirlandaio e altri. La fisionomia degli angeli ricorda anche il volto del liberatore di san Pietro nell'affresco di Filippino alla cappella Brancacci, databile a quegli stessi anni.
Il dolce paesaggio che fa da sfondo, con il limpido cielo azzurrino, non sfuma ancora verso l'orizzonte, come imporrà di lì a poco l'esempio di Leonardo da Vinci.